# Justine Dufour-Lapointe
Justine Dufour-Lapointe (née le 25 mars 1994 à Montréal, Québec) est une skieuse acrobatique québécoise spécialisée dans les épreuves de bosses, championne olympique à Sotchi en 2014 et médaillée d'argent à Pyeongchang 2018. Elle est la benjamine des sœurs Dufour-Lapointe et est active dans le circuit de la Coupe du monde depuis le 11 décembre 2010 avec une cinquième place à Ruka en Finlande. 

## Biographie

### Vie privée
Née en 1994, elle est le dernier enfant de Yves Lapointe, ingénieur, et de Johane Dufour, complétant ainsi le trio des sœurs Dufour-Lapointe. Très tôt, Justine commence à pratiquer le ski acrobatique en compagnie de ses sœurs Maxime et Chloé au mont Blanc, dans les Laurentides. Elle fait ses études secondaires au Collège Saint-Jean Vianney, de 2006 à 2007, ainsi qu'au Collège d'Anjou, d'où elle diplôme en 2011. Elle poursuit des études collégiales à distance au Collège Ahuntsic en sciences humaines, profil administration. Elle se décrit comme une personne « fonceuse, pétillante et amusante ». Justine est passionnée de photographie, de surf et de cuisine.

### Carrière
À l'âge de 16 ans seulement, Justine Dufour-Lapointe réussit son premier podium dès sa deuxième à Méribel en France et moins d'un mois plus tard, à la compétition au Mont-Gabriel elle obtient sa première victoire. Cette saison 2011 lui vaut un septième rang au classement de la Coupe du monde (quatrième en bosses).
En 2014, Elle participe aux Jeux olympiques de Sotchi en Russie avec ses deux sœurs Chloé et Maxime. Le fait que trois sœurs soient aux mêmes olympiques était une première canadienne et également mondiale. Justine remporte la médaille d'or, devançant sa sœur aînée, Chloé, médaille d'argent, et l'américaine Hannah Kearney. Quelques jours plus tard, les 3 sœurs Dufour-Lapointe se rendent à Inawashiro pour y disputer la Coupe du monde, au Japon. Justine ne dérougit pas et remporte cette épreuve en compagnie de sa sœur Maxime qui termine au troisième rang.
Aux Championnats du monde de 2015, Justine Dufour-Lapointe remporte deux médailles : l'or aux bosses et l'argent aux bosses parallèles. Lors des Jeux de PyeongChang 2018, elle atteint la finale à six concurrentes et termine médaillée d'argent derrière la Française Perrine Laffont.
Elle lance sa collection de vêtement de ski, aux côtés de ses deux sœurs, Maxime et Chloé.
En décembre 2021, le premier épisode de la série « Les sœurs Dufour-Lapointe : D'un rêve à l'autre » dont Justine fait l'objet avec ses sœurs Maxime et Chloé sera diffusé au Québec.
En 2022, Justine réoriente sa carrière vers un autre type de ski, le freeride (ski libre). Elle s’y illustre rapidement en remportant le titre de championne du monde de Freeride en 2023 et en 2025. 

## Palmarès

### Jeux olympiques
- Sotchi 2014 :  Médaille d'or aux bosses
- Pyeongchang 2018 :  Médaille d'argent aux bosses
- Beijing 2022 : 20e rang

### Championnats du monde - Bosses
| Édition/Discipline | Bosses | Bosses en parallèle |
| Mondiaux 2013      | Bronze | 15e                 |
| Mondiaux 2015      | Or     | Argent              |
| Mondiaux 2017      | Bronze | 14e                 |
| Mondiaux 2019      | 5e     | 12e                 |

### Coupe du monde - Bosses
- 3e au classement général en 2014.
- 2e du classement des bosses en 2012, 2013, 2014, 2015 et 2016
- Départs : 84
- Victoires : 14
- Podiums : 43

Résultats au terme de la saison 2017-2018.

#### Différents classements en coupe du monde
| Année/Classement | Général | Général | Bosses | Bosses |
| ---------------- | ------- | ------- | ------ | ------ |
| Année/Classement | Class.  | Points  | Class. | Points |
| 2011             | 13e     | 42      | 4e     | 457    |
| 2012             | 4e      | 56      | 2e     | 732    |
| 2013             | 7e      | 53      | 2e     | 640    |
| 2014             | 3e      | 70      | 2e     | 774    |
| 2015             | 4e      | 55.67   | 2e     | 501    |
| 2016             | 8e      | 58.88   | 2e     | 471    |
| 2017             | 12e     | 54.18   | 3e     | 596    |
| 2018             | 14e     | 45.40   | 5e     | 454    |
| 2019             | 30e     | 33.67   | 6e     | 303    |
| 2020             | 14e     | 46.0    | 4e     | 460    |

#### Freeride World Tour
| Année | Classement |
| ----- | ---------- |
| 2023  | 1ère       |
| 2024  | -          |
| 2025  | 1ère       |

#### Résultats en Coupe du monde
| Année | Discipline         | Lieu              | Résultat |
| ----- | ------------------ | ----------------- | -------- |
| 2011  | Bosses parallèles  | Méribel           | 3e       |
| 2011  | Bosses parallèles  | Mont-Gabriel      | 1re      |
| 2011  | Bosses Parallèles  | Are               | 2e       |
| 2011  | Bosses parallèles  | Myrkdalen-Voss    | 3e       |
| 2012  | Bosses parallèles  | Meribel           | 2e       |
| 2012  | Bosses parallèles  | Mont-Gabriel      | 2e       |
| 2012  | Bosses             | Lake Placid       | 2e       |
| 2012  | Bosses             | Calgary           | 2e       |
| 2012  | Bosses parallèles  | Deer Valley       | 2e       |
| 2012  | Bosses             | Beida Lake        | 2e       |
| 2012  | Bosses             | Naeba             | 3e       |
| 2012  | Bosses parallèles  | Megève            | 1re      |
| 2013  | Bosses parallèles  | Ruka              | 2e       |
| 2013  | Bosses parallèles  | Kreischberg       | 3e       |
| 2013  | Bosses             | Calgary           | 1re      |
| 2013  | Bosses parallèles  | Deer Valley       | 2e       |
| 2014  | Bosses parallèles  | Ruka              | 2e       |
| 2014  | Bosses             | Calgary           | 1re      |
| 2014  | Bosses             | Deer Valley       | 3e       |
| 2014  | Bosses             | Lake Placid       | 1re      |
| 2014  | Bosses             | Val Saint-Côme    | 2e       |
| 2014  | Bosses             | Inawashiro        | 1re      |
| 2014  | Bosses             | Myrkdalen-Voss    | 1re      |
| 2014  | Bosses parallèles  | Myrkdalen-Voss    | 2e       |
| 2015  | Bosses             | Calgary           | 3e       |
| 2015  | Bosses             | Deer Valley       | 2e       |
| 2015  | Bosses parallèles  | Deer Valley       | 1re      |
| 2015  | Bosses             | Lake Placid       | 1re      |
| 2015  | Bosses parallèles  | Megève            | 3e       |
| 2016  | Bosses             | Calgary           | 2e       |
| 2016  | Bosses             | Val Saint-Côme    | 1re      |
| 2016  | Bosses             | Deer Valley       | 1re      |
| 2016  | Bosses parallèles  | Deer Valley       | 1re      |
| 2017  | Bosses             | Val Saint-Côme    | 1re      |
| 2017  | Bosses             | Calgary           | 2e       |
| 2017  | Bosses             | Deer Valley       | 2e       |
| 2017  | Bosses             | Pyeongchang       | 2e       |
| 2017  | Bosses             | Thaiwoo           | 2e       |
| 2017  | Bosses parallèles  | Thaiwoo           | 3e       |
| 2018  | Bosses             | Calgary           | 3e       |
| 2018  | Bosses             | Tremblant         | 1re      |
| 2018  | Bosses             | Tazawako          | 2e       |
| 2018  | Bosses parallèles  | Megeve            | 3e       |
| 2019  | Bosses             | Tremblant         | 3e       |
| 2019  | Bosses             | Shymbulak         | 3e       |
| 2020  | Bosses             | Thaiwoo           | 3e       |
| 2020  | Bosses             | Calgary           | 3e       |
| 2020  | Bosses             | Deer Valley       | 3e       |
| 2020  | Bosses parallèles  | Deer Valley       | 1re      |
| 2022  | Bosses             | Pékin             | 20e      |
| 2023  | Freeride           | Baqueira Beret 🇪🇸 | 6e       |
| 2023  | Freeride           | Ordino Arcalís 🇦🇩 | 1re      |
| 2023  | Freeride           | Kicking Horse🇨🇦   | 4e       |
| 2023  | Freeride           | Fieberbrunn 🇦🇹    | 2e       |
| 2023  | Classement général | -                 | 1re      |
| 2024  | Freeride           | Verbier 🇨🇭        | 11e      |
| 2025  | Freeride           | Baqueira Beret 🇪🇸 | 1re      |
| 2025  | Freeride           | Val Thorens 🇫🇷    | 2e       |
| 2025  | Freeride           | Kicking Horse 🇨🇦  | 4e       |
| 2025  | Freeride           | Géorgie 🇬🇪        | 10e      |
| 2025  | Freeride           | Fieberbrunn 🇦🇹    | 3e       |
| 2025  | Freeride           | Verbier 🇨🇭        | 2e       |
| 2025  | Classement général | -                 | 1re      |

## [3]Notes et références
1. ↑  data.fis-ski.com
2. ↑  « Justine Dufour-Lapointe au sommet » [vidéo], sur RDS.ca (consulté le 16 septembre 2020).
3. 1 2  « - La Presse+ », sur La Presse+, 14 septembre 2014 (consulté le 16 septembre 2020).
4. ↑  (en) « Freestyle Skiing Canada », sur freestyleski.com (consulté le 12 juillet 2023).
5. ↑  « Justine Dufour-Lapointe », sur Équipe Canada | Site officiel de l'équipe olympique (consulté le 15 décembre 2022)
6. ↑  Sophie Allard, « Portrait de famille: les Dufour-Lapointe », La Presse,‎ 24 février 2014 (lire en ligne, consulté le 18 décembre 2023)
7. ↑  « Perrine Laffont championne olympique du ski de bosses, première médaille pour les Bleus », sur L'Équipe, 11 février 2018.
8. ↑  « Les sœurs Dufour-Lapointe lancent Tissées serrées », sur La Presse, 4 novembre 2021 (consulté le 24 décembre 2021)
9. ↑  « LES SŒURS DUFOUR-LAPOINTE : D’UN RÊVE À L’AUTRE en primeur sur Crave dès le 2 décembre! », sur Bell Media (consulté le 21 décembre 2021)
10. ↑  (en) « Jusine Dufour-Lapointe : WC Standings », site internet de la fédération internationale de Ski (consulté le 19 mai 2018).
11. ↑  (en) « Jusine Dufour-Lapointe : WC - Top 3 », site internet de la fédération internationale de Ski (consulté le 19 mai 2018).
12. ↑  « Justine Dufour-Lapointe », sur Équipe Canada | Site officiel de l'équipe olympique, 27 décembre 2013 (consulté le 21 décembre 2023)